# Болдырев, Андрей Владимирович (поэт)
Андре́й Влади́мирович Бо́лдырев (родился 21 ноября 1984, Курск) — русский поэт.

## Биография
Окончил факультет филологии Курского государственного университета. Публиковался в журналах «Эмигрантская лира» (Бельгия), «Нева», «Арион», «Сибирские огни» и др.
Лауреат Илья-премии (2006), Международного литературного конкурса «Проявление» (2010), Международного Волошинского конкурса (2015), премии имени Риммы Казаковой «Начало» (2017). Финалист премии «Лицей» (2017), шорт-листёр премии имени Фазиля Искандера (2022).
Автор двух книг стихов. Первая книга — «Моря нет» — была выпущена в 2016 году в издательстве «Воймега». Её название было подсказано поэтом Мариной Кудимовой.
Вторая книга — «Средство связи» — вышла в 2020 году в издательстве «СТиХИ».
Член Союза писателей Москвы и редколлегии журнала «Сибирские огни». Живёт в Курске.
Размышляя о современном литературном ландшафте, критик Сергей Баталов отнёс Андрея Болдырева к «соловьям» курской поэтической школы наряду с Владимиром Косоговым и Романом Рубановым.

## Критика
- Олег Горшков: «Андрей Болдырев обладает одним из самых ценных, на мой взгляд, качеств лирика. При всей открытости и доверительности его поэтической интонации, в стихах Болдырева присутствует недосказанность, некое умолчание, которое чудесным образом продолжает вербальное пространство, наслаивает его дальше и дальше. Это очень зыбкое, имеющее сугубо метафизическую природу ощущение, оно сродни déjà vu или „перемещённой памяти“, но оно неизменно побуждает по-настоящему сопереживать автору»[2].
- Эмиль Сокольский: «Разговорная интонация, частые ритмические сбои (не для акцентирования смысла, а именно для передачи интонационной свободы) не допускают в книге не то что вскриков, но даже и простого повышения голоса; а за поэзию в ней отвечает лёгкая печаль, дымка, которая облекает всё то, о чём говорит Болдырев. Или, лучше сказать, — его слова складываются в нехитрый мотив; да автор и сам догадывается, что он „просто инструмент“ в чьих-то руках»[14].
- Вадим Муратханов: «Андрей Болдырев родился в 1984 году. Его столичные ровесники в меньшей степени застали густой, неподвижный воздух империи, ностальгия по которому так отчётливо сквозит в стихах многих 40-летних поэтов. На окраинах большой страны этот воздух рассеивался медленней, и более молодой Болдырев здесь продолжает линию Глеба Шульпякова, Виталия Науменко, Станислава Ливинского, Алексея Дьячкова…»[15]
- Сергей Ивкин: «Андрей работает не на сближении тем, а на сопоставлении вроде бы малых величин, деталей, абстрактных понятий с чем-то предельно конкретным: сыра-земля роднится с антресолями в родительской квартире: могилы и пакеты с фотографиями становятся идентичными. Поэт словно ставит памятник из мрамора уникальной секунде. И внезапно его личная секунда действительно оказывается общей»[16].